# 1109

## Догађаји
- 12. јул – Опсада Триполија: Након седмогодишње опсаде (уз подршку ђеновске флоте), Триполи пада у руке крсташа. Фахр ел-Мулк ибн Амар, кадија Триполија, предаје се Бертранду од Тулуза (најстаријем сину Рејмонда IV). Он оснива Грофовију Триполи, четврту крсташку државу на Блиском истоку. Рејмондов нећак Вилијам II Јордан умире од ране од стреле задобијене током опсаде, остављајући Бертранда за јединог владара.
- Лето – Алморавидски емир Али ибн Јусуф организује јавни ритуал покајања (аутодафе) за дела Ел-Газалија, испред Велике џамије у Кордоби.
- 1. јул – Урака од Леона постаје краљица Леона, Кастиље и Галиције након смрти свог оца, краља Алфонса VI, чиме постаје прва европска краљица која је владала. Удаје се за Алфонса I.
- 10. август – Битка код Накла: Болеслав III предводи експедицију у Померанију. Опседа замак Накло и побеђује померанске снаге одбране.
- Опсада Глогова: Немачке снаге предвођене краљем Хајнрих V опседају Глогов. Приморан је да напусти опсаду – због напада пољских герилских ратника.
- Битка код Хундсфелда: Болеслав III побеђује царске снаге под Хајнрихoм V код Хундсфелда. Немци су упали у заседу пољских снага.
- Алморавидска војска, предвођена Алијем ибн Јусуфом, не успева да поврати Толедо (изгубљен 1085. године).
- Анселмo од Лаона, француски монах и теолог, постаје канцелар катедрале у Лаону.

## Смрти
- 14. април — Фулк IV Анжујски, гроф Анжуа

- Алфонсо VI од Леона
- Анселмо Кентерберијски

- Виљем Жордан

- Сватоплук, војвода Чешке